# Method Man
Клифорд Смит, уметничко Method Man (енгл. Method Man; 2. март 1971. Статен Ајланд, САД) познат и под именом МЗА, Џони Блејз, Шаквон је амерички хип-хоп извођач и један од чланова групе Wu-Tang Clan. Своје уметничко име узео је из филма Д Фирлес Јанг Боксер. Са Редменом често ради и познати су као Метод Мен & Редмен. Они су један од најутицајних дуета у историји хип-хопа. Такође, има и успешну глумачку каријеру. Освојио је Греми за најбољу реп песму са Бићу ту за Тебе енгл. I'll Be There for You, коју је снимио са Мери Џеј Блиџ.
Појавио се у филмовима Бели, Хау Хај, Гарден Стејт и многим другим.